# Агнес фон Вирнебург
Агнес фон Вирнебург (на немски: Agnes von Virneburg; * пр. 1425; † 12 март 1478) е графиня от Вирнебург и чрез женитба графиня на Рункел, Графство Вид-Изенбург.

## Биография
Тя е дъщеря на граф Филип фон Вирнебург († 1443) и съпругата му графиня Катарина фон Зафенберг († сл. 1474), наследничка на части от Нойенар, Зафенберг и Гелсдорф, дъщеря на граф Вилхелм фон Зафенберг-Нойенар († 1419/1426) и Матилда фон Райфершайт († 1426/1451).
Агнес фон Вирнебург се омъжва на 19 ноември 1454 г. за граф Фридрих фон Вид (* ок. 1425; † 31 август 1487), най-големият син на Дитрих IV фон Рункел († ок. 1462), господар на Рункел, и съпругата му графиня Анастасия фон Изенбург-Браунсберг-Вид († 1460). Фридрих IV фон Вид получава по случай сватбата му през 1454 г. от бездетния му чичо Вилхелм II фон Изенбург-Браунсберг-Вид (* ок. 1411; † октомври 1462), графството Вид, господствата Браунсберг и Дирдорф и неговата част от замък и господство Изенбург.

## Деца
Агнес фон Вирнебург и граф Фридрих фон Вид имат девет деца:
- Адам (ок. 1472 – 1483), от 1472 домхер в Кьолн, след това в Трир
- Вилхелм III (* ок. 1475), граф на Вид и Мьорс, женен за Маргарета фон Мьорс цу Мьорс († 1515)
- Йохан III фон Вид (* ок. 1485 – 1533), граф на Вид, женен на 1 февруари 1506 г. за Елизабет фон Насау-Диленбург (1488 – 1559)
- Дитрих (ок. 1482 – 1507), домхер в Трир и Кьолн
- Херман V фон Вид (1477 – 1552), архиепископ и курфюрст на Кьолн (1515 – 1547)
- Фридрих III фон Вид (ок. 1493 – 1551), епископ на Мюнстер (1522 – 1532)
- Геновефа (ок. 1484 – 1488)
- Маргарета († ок. 1549), омъжена на 26 ноември 1499 г. за Йохан I фон Марк-Аренберг-Лумен († 14 август 1519)
- Йохана/Йоханета (ок. 1480 – 1529), омъжена ок. 1493 за граф Герхард III фон Сайн (1454 – 1506)